# Férfi egypárevezős a 2012. évi nyári olimpiai játékokon
A 2012. évi nyári olimpiai játékokon az evezés férfi egypárevezős versenyszámát július 28. és augusztus 4. között rendezték Eton Dorney-ben. A versenyt az új-zélandi Mahé Drysdale nyerte a cseh Ondřej Synek és a brit Alan Campbell előtt.

## Versenynaptár
Az időpontok helyi idő szerint, zárójelben magyar idő szerint olvashatóak.
| Dátum                      | Időpont       | Forduló       |
| -------------------------- | ------------- | ------------- |
| 2012. július 28., szombat  | 12:30 (13:30) | Előfutamok    |
| 2012. július 29., vasárnap | 9:50 (10:20)  | Reményfutamok |
| 2012. július 31., kedd     | 10:40 (11:40) | Negyeddöntők  |
| 2012. július 31., kedd     | 9:30 (10:30)  | Elődöntők     |
| 2012. augusztus 1., szerda | 11:20 (12:20) | Elődöntők     |
| 2012. augusztus 3., péntek | 9:30 (10:30)  | Döntő         |

## Rekordok
A verseny előtt a következő rekordok voltak érvényben:
| Világrekord     | Mahé Drysdale (NZL) | 6:33,35 | Poznań, Lengyelország              | 2009. augusztus 29. |
| Olimpiai rekord | Xeno Müeller (SUI)  | 6:44,85 | Atlanta, Amerikai Egyesült Államok | 1996. július 27.    |

A versenyen új rekord született (az első előfutamban):
| Olimpiai rekord | Tim Maeyens (BEL) | 6:42,52 | London, Egyesült Királyság | 2012. július 28. |

## Eredmények
Az idők másodpercben értendők. A rövidítések jelentése a következő:
- QQ: Negyeddöntőbe jutás helyezés alapján
- QSE/F: E/F elődöntőbe jutás helyezés alapján
- QSC/D: C/D elődöntőbe jutás helyezés alapján
- QSA/B: A/B elődöntőbe jutás helyezés alapján
- QA: Az A-döntőbe jutás helyezés alapján
- QB: A B-döntőbe jutás helyezés alapján
- QC: A C-döntőbe jutás helyezés alapján
- QD: A D-döntőbe jutás helyezés alapján
- QE: A E-döntőbe jutás helyezés alapján
- OR: Olimpiai rekord

### Előfutamok
Hat előfutamot rendeztek, három futamot hat, három futamot öt résztvevővel. Az első három helyezett bejutott a negyeddöntőbe, a többiek a reményfutamba kerültek.
| Hely.    | Versenyző                | Nemzet                 | Idő      | Mj       |
| 1. futam | 1. futam                 | 1. futam               | 1. futam | 1. futam |
| -------- | ------------------------ | ---------------------- | -------- | -------- |
| 1.       | Tim Maeyens              | Belgium (BEL)          | 6:42,52  | QQ OR    |
| 2.       | Ángel Founier Rodriguez  | Kuba (CUB)             | 6:46,35  | QQ       |
| 3.       | Patrick Loliger Salas    | Mexikó (MEX)           | 6:51,78  | QQ       |
| 4.       | Szavarn Szingh           | India (IND)            | 6:54,04  |          |
| 5.       | Óscar Vásquez Ochoa      | Chile (CHI)            | 7:06,33  |          |
| 6.       | Mohsen Shadi Naghadeh    | Irán (IRI)             | 7:27,42  |          |
| 2. futam |                          |                        |          |          |
| 1.       | Marcel Hacker            | Németország (GER)      | 6:43,80  | QQ       |
| 2.       | Santiago Fernández       | Argentína (ARG)        | 6:46,03  | QQ       |
| 3.       | Henrik Victor Stephansen | Dánia (DEN)            | 6:46,32  | QQ       |
| 4.       | Mindaugas Griškonis      | Litvánia (LTU)         | 6:46,56  |          |
| 5.       | Víctor Aspillaga Alayza  | Peru (PER)             | 7:13,79  |          |
| 6.       | So Sau Wah               | Hongkong (HKG)         | 7:15,91  |          |
| 3. futam |                          |                        |          |          |
| 1.       | Lassi Karonen            | Svédország (SWE)       | 6:45,42  | QQ       |
| 2.       | Aleksandr Aleksandrov    | Azerbajdzsán (AZE)     | 6:49,81  | QQ       |
| 3.       | Mathias Raymond          | Monaco (MON)           | 6:58,60  | QQ       |
| 4.       | Anderson Nocetti         | Brazília (BRA)         | 7:03,78  |          |
| 5.       | James Fraser-Mackenzie   | Zimbabwe (ZIM)         | 7:16,83  |          |
| 6.       | Paul Etia Ndoumbè        | Kamerun (CMR)          | 7:29,77  |          |
| 4. futam |                          |                        |          |          |
| 1.       | Mahé Drysdale            | Új-Zéland (NZL)        | 6:49,69  | QQ       |
| 2.       | Olaf Tufte               | Norvégia (NOR)         | 7:00,90  | QQ       |
| 3.       | Nour El Din Hassanein    | Egyiptom (EGY)         | 7:06,17  | QQ       |
| 4.       | Roberto López            | Salvador (ESA)         | 7:23,75  |          |
| 5.       | Hamadou Issaka           | Niger (NIG)            | 8:25,56  |          |
| 5. futam |                          |                        |          |          |
| 1.       | Alan Campbell            | Nagy-Britannia (GBR)   | 6:47,62  | QQ       |
| 2.       | Csang Liang              | Kína (CHN)             | 6:50,71  | QQ       |
| 3.       | Michał Słoma             | Lengyelország (POL)    | 6:54,58  | QQ       |
| 4.       | Kim Dong-Yong            | Dél-Korea (KOR)        | 7:05,24  |          |
| 5.       | Vlagyislav Jakovlev      | Kazahsztán (KAZ)       | 7:16,34  |          |
| 6. futam |                          |                        |          |          |
| 1.       | Ondřej Synek             | Csehország (CZE)       | 6:53,23  | QQ       |
| 2.       | Mario Vekić              | Horvátország (CRO)     | 7:02,63  | QQ       |
| 3.       | Ken Jurkowski            | Egyesült Államok (USA) | 7:08,49  | QQ       |
| 4.       | Wang Ming-Hui            | Tajvan (TPE)           | 7:15,77  |          |
| 5.       | Aymen Mejri              | Tunézia (TUN)          | 7:21,64  |          |

### Reményfutamok
Három reményfutamot rendeztek, öt-öt-öt versenyzővel. Az első két helyezett bejutott az negyeddöntőbe, a többiek az E/F elődöntőbe kerültek.
| Hely.    | Versenyző               | Nemzet           | Idő              | Mj       |
| 1. futam | 1. futam                | 1. futam         | 1. futam         | 1. futam |
| -------- | ----------------------- | ---------------- | ---------------- | -------- |
| 1.       | Szavarn Szingh          | India (IND)      | 7:00,49          | QQ       |
| 2.       | Kim Dong-Yong           | Dél-Korea (KOR)  | 7:03,91          | QQ       |
| 3.       | Víctor Aspillaga Alayza | Peru (PER)       | 7:10,54          | QSE/F    |
| 4.       | Aymen Mejri             | Tunézia (TUN)    | 7:11,94          | QSE/F    |
| 5.       | Paul Etia Ndoumbè       | Kamerun (CMR)    | 7:24,15          | QSE/F    |
| 2. futam |                         |                  |                  |          |
| 1.       | Mindaugas Griškonis     | Litvánia (LTU)   | 7:00,19          | QQ       |
| 2.       | Mohsen Shadi Naghadeh   | Irán (IRI)       | 7:11,55          | QQ       |
| 3.       | James Fraser-Mackenzie  | Zimbabwe (ZIM)   | 7:19,85          | QSE/F    |
| 4.       | Hamadou Issaka          | Niger (NIG)      | 8:39,66          | QSE/F    |
| 5.       | Wang Ming-Hui           | Tajvan (TPE)     | súly alatti hajó | QSE/F    |
| 3. futam |                         |                  |                  |          |
| 1.       | Anderson Nocetti        | Brazília (BRA)   | 7:07,17          | QQ       |
| 2.       | Óscar Vásquez Ochoa     | Chile (CHI)      | 7:09,12          | QQ       |
| 3.       | So Sau Wah              | Hongkong (HKG)   | 7:13,75          | QSE/F    |
| 4.       | Vlagyislav Jakovlev     | Kazahsztán (KAZ) | 7:22,00          | QSE/F    |
| 5.       | Roberto López           | Salvador (ESA)   | 7:27,75          | QSE/F    |

### Negyeddöntők
Négy negyeddöntőt rendeztek, mindegyiket hat résztvevővel. Az első három helyezett az A/B elődöntőkbe jutott, a többiek a C/D elődöntőkbe kerültek.
| Hely.    | Versenyző                | Nemzet                 | Idő      | Mj       |
| 1. futam | 1. futam                 | 1. futam               | 1. futam | 1. futam |
| -------- | ------------------------ | ---------------------- | -------- | -------- |
| 1.       | Mahé Drysdale            | Új-Zéland (NZL)        | 6:54,86  | QSA/B    |
| 2.       | Tim Maeyens              | Belgium (BEL)          | 6:56,65  | QSA/B    |
| 3.       | Mindaugas Griškonis      | Litvánia (LTU)         | 7:00,80  | QSA/B    |
| 4.       | Mario Vekić              | Horvátország (CRO)     | 7:05,78  | QSC/D    |
| 5.       | Michał Słoma             | Lengyelország (POL)    | 7:21,55  | QSC/D    |
| 6.       | Óscar Vásquez Ochoa      | Chile (CHI)            | 7:24,07  | QSC/D    |
| 2. futam |                          |                        |          |          |
| 1.       | Alan Campbell            | Nagy-Britannia (GBR)   | 6:52,10  | QSA/B    |
| 2.       | Marcel Hacker            | Németország (GER)      | 6:54,18  | QSA/B    |
| 3.       | Aleksandr Aleksandrov    | Azerbajdzsán (AZE)     | 6:56,36  | QSA/B    |
| 4.       | Patrick Loliger Salas    | Mexikó (MEX)           | 7:00,20  | QSC/D    |
| 5.       | Kim Dong-Yong            | Dél-Korea (KOR)        | 7:16,22  | QSC/D    |
| 6.       | Anderson Nocetti         | Brazília (BRA)         | 7:17,37  | QSC/D    |
| 3. futam |                          |                        |          |          |
| 1.       | Lassi Karonen            | Svédország (SWE)       | 6:57,06  | QSA/B    |
| 2.       | Santiago Fernández       | Argentína (ARG)        | 7:01,57  | QSA/B    |
| 3.       | Csang Liang              | Kína (CHN)             | 7:02,03  | QSA/B    |
| 4.       | Szavarn Szingh           | India (IND)            | 7:11,59  | QSC/D    |
| 5.       | Ken Jurkowski            | Egyesült Államok (USA) | 7:18,27  | QSC/D    |
| 6.       | Nour El Din Hassanein    | Egyiptom (EGY)         | 7:23,12  | QSC/D    |
| 4. futam |                          |                        |          |          |
| 1.       | Ondřej Synek             | Csehország (CZE)       | 6:53,32  | QSA/B    |
| 2.       | Ángel Founier Rodriguez  | Kuba (CUB)             | 6:54,12  | QSA/B    |
| 3.       | Olaf Tufte               | Norvégia (NOR)         | 6:55,36  | QSA/B    |
| 4.       | Henrik Victor Stephansen | Dánia (DEN)            | 6:55,95  | QSC/D    |
| 5.       | Mathias Raymond          | Monaco (MON)           | 7:20,16  | QSC/D    |
| 6.       | Mohsen Shadi Naghadeh    | Irán (IRI)             | 7:32,72  | QSC/D    |

### Elődöntők

#### E/F elődöntők
Két futamot rendeztek, négy és öt résztvevővel. Az első három helyezett bejutott az E-döntőbe, a többiek az F-döntőbe jutottak.
| Hely.    | Versenyző               | Nemzet           | Idő      | Mj       |
| 1. futam | 1. futam                | 1. futam         | 1. futam | 1. futam |
| -------- | ----------------------- | ---------------- | -------- | -------- |
| 1.       | So Sau Wah              | Hongkong (HKG)   | 7:44,20  | QE       |
| 2.       | Víctor Aspillaga Alayza | Peru (PER)       | 7:53,76  | QE       |
| 3.       | Roberto López           | Salvador (ESA)   | 7:57,89  | QE       |
| 4.       | Hamadou Issaka          | Niger (NIG)      | 9:07,99  | QF       |
| 2. futam |                         |                  |          |          |
| 1.       | Wang Ming-Hui           | Tajvan (TPE)     | 7:33,18  | QE       |
| 2.       | Vlagyislav Jakovlev     | Kazahsztán (KAZ) | 7:33,29  | QE       |
| 3.       | James Fraser-Mackenzie  | Zimbabwe (ZIM)   | 7:33,81  | QE       |
| 4.       | Aymen Mejri             | Tunézia (TUN)    | 7:35,48  | QF       |
| 5.       | Paul Etia Ndoumbè       | Kamerun (CMR)    | 7:58,48  | QF       |

#### C/D elődöntők
Két futamot rendeztek, hat-hat résztvevővel. Az első három helyezett bejutott a C-döntőbe, a többiek a D-döntőbe kerültek.
| Hely.    | Versenyző                | Nemzet                 | Idő      | Mj       |
| 1. futam | 1. futam                 | 1. futam               | 1. futam | 1. futam |
| -------- | ------------------------ | ---------------------- | -------- | -------- |
| 1.       | Mario Vekić              | Horvátország (CRO)     | 7:33,51  | QC       |
| 2.       | Szavarn Szingh           | India (IND)            | 7:36,25  | QC       |
| 3.       | Mathias Raymond          | Monaco (MON)           | 7:38,17  | QC       |
| 4.       | Kim Dong-Yong            | Dél-Korea (KOR)        | 7:48,09  | QD       |
| 5.       | Óscar Vásquez Ochoa      | Chile (CHI)            | 7:57,36  | QD       |
| 6.       | Mohsen Shadi Naghadeh    | Irán (IRI)             | 8:20,29  | QD       |
| 2. futam |                          |                        |          |          |
| 1.       | Henrik Victor Stephansen | Dánia (DEN)            | 7:29,76  | QC       |
| 2.       | Patrick Loliger Salas    | Mexikó (MEX)           | 7:29,82  | QC       |
| 3.       | Michał Słoma             | Lengyelország (POL)    | 7:39,00  | QC       |
| 4.       | Nour El Din Hassanein    | Egyiptom (EGY)         | 7:44,53  | QD       |
| 5.       | Anderson Nocetti         | Brazília (BRA)         | 7:54,18  | QD       |
| 6.       | Ken Jurkowski            | Egyesült Államok (USA) | 7:56,51  | QD       |

#### A/B elődöntők
Két futamot rendeztek, hat-hat résztvevővel. Az első három helyezett bejutott az A-döntőbe, a többiek a B-döntőbe kerültek.
| Hely.    | Versenyző               | Nemzet               | Idő      | Mj       |
| 1. futam | 1. futam                | 1. futam             | 1. futam | 1. futam |
| -------- | ----------------------- | -------------------- | -------- | -------- |
| 1.       | Mahé Drysdale           | Új-Zéland (NZL)      | 7:18,11  | QA       |
| 2.       | Lassi Karonen           | Svédország (SWE)     | 7:19,77  | QA       |
| 3.       | Marcel Hacker           | Németország (GER)    | 7:22,07  | QA       |
| 4.       | Ángel Founier Rodriguez | Kuba (CUB)           | 7:30,19  | QB       |
| 5.       | Mindaugas Griškonis     | Litvánia (LTU)       | 7:31,72  | QB       |
| 6.       | Olaf Tufte              | Norvégia (NOR)       | 7:35,31  | QB       |
| 2. futam |                         |                      |          |          |
| 1.       | Ondřej Synek            | Csehország (CZE)     | 7:16,58  | QA       |
| 2.       | Alan Campbell           | Nagy-Britannia (GBR) | 7:18,92  | QA       |
| 3.       | Aleksandr Aleksandrov   | Azerbajdzsán (AZE)   | 7:20,80  | QA       |
| 4.       | Santiago Fernández      | Argentína (ARG)      | 7:29,68  | QB       |
| 5.       | Csang Liang             | Kína (CHN)           | 7:31,52  | QB       |
| 6.       | Tim Maeyens             | Belgium (BEL)        | 7:39,78  | QB       |

### Döntők

#### F-döntő
Az F-döntőt három résztvevővel rendezték. A futam első helyezettje összesítésben a 31. helyen végzett.
| Hely. (Össz.) | Versenyző         | Nemzet        | Idő     |
| ------------- | ----------------- | ------------- | ------- |
| 1. (31.)      | Aymen Mejri       | Tunézia (TUN) | 7:33,62 |
| 2. (32.)      | Paul Etia Ndoumbè | Kamerun (CMR) | 7:46,23 |
| 3. (33.)      | Hamadou Issaka    | Niger (NIG)   | 8:53,88 |

#### E-döntő
Az E-döntőt hat résztvevővel rendezték. A futam első helyezettje összesítésben a 25. helyen végzett.
| Hely. (Össz.) | Versenyző               | Nemzet           | Idő     |
| ------------- | ----------------------- | ---------------- | ------- |
| 1. (25.)      | So Sau Wah              | Hongkong (HKG)   | 7:29,35 |
| 2. (26.)      | Wang Ming-Hui           | Tajvan (TPE)     | 7:33,28 |
| 3. (27.)      | Víctor Aspillaga Alayza | Peru (PER)       | 7:35,88 |
| 4. (28.)      | Vlagyislav Jakovlev     | Kazahsztán (KAZ) | 7:36,14 |
| 5. (29.)      | Roberto López           | Salvador (ESA)   | 7:41,32 |
| 6. (30.)      | James Fraser-Mackenzie  | Zimbabwe (ZIM)   | 7:46,49 |

#### D-döntő
A D-döntőt hat résztvevővel rendezték. A futam első helyezettje összesítésben a 19. helyen végzett. Az egyesült államokbeli versenyző nem indult el a futamon.
| Hely. (Össz.) | Versenyző             | Nemzet                 | Idő        |
| ------------- | --------------------- | ---------------------- | ---------- |
| 1. (19.)      | Anderson Nocetti      | Brazília (BRA)         | 7:25,03    |
| 2. (20.)      | Nour El Din Hassanein | Egyiptom (EGY)         | 7:27,19    |
| 3. (21.)      | Kim Dong-Yong         | Dél-Korea (KOR)        | 7:27,94    |
| 4. (22.)      | Mohsen Shadi Naghadeh | Irán (IRI)             | 7:31,42    |
| 5. (23.)      | Óscar Vásquez Ochoa   | Chile (CHI)            | 7:36,79    |
| 6. (24.)      | Ken Jurkowski         | Egyesült Államok (USA) | nem indult |

#### C-döntő
A C-döntőt hat résztvevővel rendezték. A futam első helyezettje összesítésben a 13. helyen végzett.
| Hely.    | Versenyző                | Nemzet              | Idő     |
| -------- | ------------------------ | ------------------- | ------- |
| 1. (13.) | Henrik Victor Stephansen | Dánia (DEN)         | 7:19,62 |
| 2. (14.) | Patrick Loliger Salas    | Mexikó (MEX)        | 7:20,10 |
| 3. (15.) | Mario Vekić              | Horvátország (CRO)  | 7:27,60 |
| 4. (16.) | Szavarn Szingh           | India (IND)         | 7:29,66 |
| 5. (17.) | Michał Słoma             | Lengyelország (POL) | 7:34,98 |
| 6. (18.) | Mathias Raymond          | Monaco (MON)        | 7:36,35 |

#### B-döntő
A B-döntőt hat résztvevővel rendezték. A futam első helyezettje összesítésben a 7. helyen végzett.
| Hely.    | Versenyző               | Nemzet          | Idő     |
| -------- | ----------------------- | --------------- | ------- |
| 1. (7.)  | Ángel Founier Rodriguez | Kuba (CUB)      | 7:11,17 |
| 2. (8.)  | Mindaugas Griškonis     | Litvánia (LTU)  | 7:15,32 |
| 3. (9.)  | Olaf Tufte              | Norvégia (NOR)  | 7:18,15 |
| 4. (10.) | Santiago Fernández      | Argentína (ARG) | 7:20,40 |
| 5. (11.) | Csang Liang             | Kína (CHN)      | 7:25,64 |
| 6. (12.) | Tim Maeyens             | Belgium (BEL)   | 7:27,51 |

#### A-döntő
Az A-döntőt hat résztvevővel rendezték.
| Hely. | Versenyző             | Nemzet               | Idő     |
| ----- | --------------------- | -------------------- | ------- |
| Arany | Mahé Drysdale         | Új-Zéland (NZL)      | 6:57,82 |
| Ezüst | Ondřej Synek          | Csehország (CZE)     | 6:59,37 |
| Bronz | Alan Campbell         | Nagy-Britannia (GBR) | 7:03,28 |
| 4.    | Lassi Karonen         | Svédország (SWE)     | 7:04,04 |
| 5.    | Aleksandr Aleksandrov | Azerbajdzsán (AZE)   | 7:09,42 |
| 6.    | Marcel Hacker         | Németország (GER)    | 7:10,21 |